# Stoigniew
Stoigniew (m. 16 de octubre del 955) fue un líder abodrita, reinando a mediados del siglo X. Se le menciona como un miembro de la dinastía nakónida de príncipes en las crónicas medievales de Tietmaro de Merseburgo y Viduquindo de Corvey.
Fue cogobernante de los abodritas, y, según la Crónica de Tietmaro escrita en 1012/1018, el hermano del príncipe Nakon. Viduquindo, en su Res gestae Saxonicae de unos 70 años después, mencionaba una princeps barbarorum como hermano de Nakon, aunque sin dar su nombre. Ambos gobernaron sobre amplios territorios de los eslavos polabios, que se corresponde aproximadamente con lo que hoy en día en Mecklemburgo y las partes vecinas de Holstein hasta el río Elba. Otra interpretación señala a Stoigniew como un gobernante autónomo en el territorio de Circipania.
Una entrada en los Annales Sangallenses maiores documentan que en octubre de 955, Stoigniew lideró a fuerzas eslavas unidas de obodritas, veletos, circipanios y tollensianos en la batalla del Raxa contra el rey franco oriental (alemán) Otón I. Negociaciones previas con el margrave sajón Gerón habían fracasado. Los abodritas fueron derrotados y Stoigniew fue decapitado por uno de los caballeros de Otón.

## Variaciones del nombre
- Nombre: también escrito Stojgniew, Stoinef, Stoiniew, Stoinneg, Ztoignav.